# Elisabeth Maxwell
Elisabeth "Betty" Maxwell (11 de marzo de 1921 - 7 de agosto de 2013) fue una investigadora de origen francés, sobre el Holocausto, que fundó la revista Holocaust and Genocide Studies en 1987. Era la viuda del magnate editor Robert Maxwell.

## Biografía
Nació como Elisabeth Meynard en Delfinado, Francia, de los descendientes de la aristocracia Huguenotte, y estudió Derecho en la Sorbona. En septiembre de 1944 después de la Liberación de París conoció al checoslovaco de origen, el capitán del ejército británico Robert Maxwell, mientras trabajaba como intérprete para el "Comité de Bienvenida", que presentó a los franceses a los oficiales aliados y se casaron el 15 de marzo de 1945. Luego trabajó como su secretaria y asistente en Londres, estableció su imperio editorial y dio a luz a 9 hijos, 2 de los cuales murieron en la infancia.
En sus cuarenta años trabajó en relaciones públicas para la compañía de su marido e hizo campaña por él en las elecciones generales de 1964. Luego obtuvo una licenciatura en lenguas modernas en la universidad de St Hugh, Oxford y fue galardonada con un doctorado por su tesis sobre el arte de escribir cartas en Francia en la época de la Revolución Francesa y la época napoleónica. Después de haber investigado parientes judíos de su marido que murieron bajo el régimen nazi pasó a editar dos libros sobre el Holocausto. Ella estaba en el Comité Ejecutivo del Consejo Internacional de Cristianos y Judíos y fundó la Conferencia Internacional sobre el Holocausto. En 1988 recibió el premio Sir Sigmund Sternberg para promover las relaciones cristiano/judío. Escribió su autobiografía titulada A life of My Own (en español: La vida de los Míos). Falleció el 7 de agosto de 2013 a los 92 años, en Dordoña, Francia.